# Duncan Campbell
Duncan Campbell, född 1972 i Dublin i Irland, är en irländsk koncept- och videokonstnär, som är baserad i Glasgow i Storbritannien.  
Duncan Campbell växte upp i Swords i Irland. Han utbildade sig i konst på National College of Art and Design i Dublin, University of Ulster med en kandidatexamen 1996 och på Glasgow School of Art med en magisterexamen 1998. Han har gjort filmer om bland andra Bernadette Devlin, Sigmar Polke, Hans Tietmeyer och John DeLorean, i vilka han utmanar den konventionella dokumentära formen.
Han deltog i Manifesta 9 i Genk i Belgien 2012. År 2013 var han en av tre konstnärer som 2013 representerade Skottland på Venedigbiennalen. Han mottog Turnerpriset 2014 för sin 54 minuter långa "essäfilm" It for Others, ett verk som berör afrikansk konst, kulturimerialism och råvaror samt inkluderar en danssekvens med Michael Clarks danskompani, vilken inspirerats av Karl Marx.

## Filmverk i urval
- Falls Burns Malone Fiddles,  2003
- Bernadette,  2008
- Sigmar, 2008
- Make it new John, 2009
- Arbeit, 2011
- It for Others, 2013